# Joseph von Hammer-Purgstall
Joseph Freiherr von Hammer-Purgstall (Graz, 9 de junio de 1774 - Viena, 23 de noviembre de 1856), conocido como el barón de Hammer-Purgstall, fue un orientalista austríaco.

## Biografía
Nacido Joseph Hammer en Graz, Estiria, recibió su educación más temprana principalmente en Viena. Ingresó al servicio diplomático en 1796 y fue designado para ocupar un cargo en la embajada austríaca en Estambul en 1799. Allí tomó parte en la expedición dirigida por el almirante británico William Sidney Smith y el general John Hely-Hutchinson contra la Francia de Napoléon Bonaparte. En 1807, regresó del Cercano Oriente a Austria, luego de lo cual fue nombrado consejero privado.
Durante cincuenta años, escribió prolíficamente sobre los más diversos temas y publicó numerosos textos y traducciones de escritores en árabe, persa y turco. Por haber abarcado tan amplio campo temático e idiomático, se expuso a la crítica de los especialistas, particularmente el reconocido filólogo alemán Friedrich Christian Diez (1794-1876), quien en su Unfug und Betrug (1815) le dedicó una virulenta diatriba de cerca de seiscientas páginas. También entró en un conflicto, aunque no de índole agresiva, sobre la cuestión del origen de Las mil y una noches con su joven contemporáneo, el filólogo británico Edward William Lane.
Promovió la fundación de la Academia austríaca de Ciencias en Viena y se convirtió en su primer presidente, posición que ocupó de 1847 a 1849. La Academia austríaca de estudios orientales, fundada en 1959 para fomento de las relaciones culturales con el Cercano Oriente, fue llamada en reconocimiento a sus logros 'Österreichische Orient-Gesellschaft Hammer-Purgstall' (Sociedad oriental austríaca Hammer-Purgstall).
Contrajo matrimonio en 1816 con Caroline von Henikstein (1797-1844), hija del financiero Joseph von Henikstein y fue hecho Caballero de la Corona Austríaca en 1824. En 1835, luego de heredar los bienes de la Condesa Purgstall, la viuda de su previamente fallecido amigo Gottfried Wenzel von Purgstall, adquirió el título de Freiherr y cambió su apellido a Hammer-Purgstall.

## Obra
La obra principal de Hammer-Purgstall es una Historia del Imperio Otomano Geschichte des osmanischen Reiches (diez volúmenes publicados entre 1827 y 1835). Entre sus trabajos también se destacan:
- Explicación de los alfabetos antiguos y de los jeroglíficos (1806)
- Constantinopolis und der Bosporos (1822)
- Sur les origines russes (1825)
- Geschichte der osmanischen Dichtkunst (1836)
- Geschichte der Goldenen Horde in Kiptschak (1840)
- Geschichte der Chane der Krim (1856)
- Una inacabada historia de la literatura de los árabes, Litteraturgeschichte der Araber (1850–1856)
- Una biografía en cuatro volúmenes de Melchior Khlesl titulada Khlesls, des Cardinals Leben. Mit der Sammlung von Khlesls Briefen und anderen Urkunden (1847–1851).